# Комитет Севера при ВЦИК СССР
Комите́т Се́вера (1924—1935) — Комитет содействия народностям северных окраин при Президиуме ВЦИК.

Дата создания — 20 июня 1924 год.

Дата ликвидации — 10 августа 1935 год.

Цель организации — помощь в становлении и развитии малых народов Севера в экономике, политике, хозяйстве, сфере просвещения, строительства, культуре и других сферах жизни.

## Организационная структура
Председатель Комитета — П. Г. Смидович. Заместитель — А. Е. Скачко.

Членами комитета являлись: Б. М. Житков, Ф. Я. Кон, П. А. Красиков, Е. М. Ярославский, А. В. Луначарский, Н. А. Семашко, А. С. Енукидзе, В. Г. Богораз, Л. Я. Штернберг, С. А. Бутурлин, С. И. Мицкявичус и другие.
Комиссии в составе Комитета Севера:
- Административно-правовая
- Кооперативно-промысловая
- Научно-исследовательская
- Финансово-налоговая
- Комиссия путей сообщения
- Оздоровительная
- Просветительская

## Результаты деятельности
Комитет Севера был основан в 1924 году, когда коренные народы были обособлены от жизни государства, были не организованны и не сформированы в своей деятельности. Путем осуществления ленинско-сталинской национальной политики за 10 лет Комитету удалось оказать большую помощь и поддержку в оформлении народов на своих территориях со своей культурой. К 1935 году было образовано 9 национальных округов, 93 района, 830 кочевых советов, 500 производственных объединений, 550 артелей, 17 оленеводческих совхозов, 20 молочно-овощных совхозов, 15 кооперативных хозяйств, 60 производственно-охотничьих станций, 7 моторно-рыбопромысловых станций. В области просвещения были показаны прогрессивные результаты: количество школ достигло 338, 70 % всех детей школьного возраста получали образование. На коренных языках издавалось 10 газет.